# معاذ عبدالخالق
معاذ عبدالخالق (انگلیسی: Muaadh Abdulkhalek؛ زادهٔ ۲ ژانویهٔ ۱۹۷۲) بازیکن فوتبال اهل یمن بود.
از باشگاه‌هایی که در آن بازی کرده است می‌توان به باشگاه العروبه یمن اشاره کرد.
وی همچنین در تیم‌های ملی فوتبال زیر ۲۳ سال یمن و یمن بازی کرده است.